# Erich Neuwirth
Erich Neuwirth (* 17. Oktober 1948 in Schleinbach, NÖ) ist außerordentlicher Universitätsprofessor für Statistik und Informatik an der Universität Wien, seit 2010 in Pension, dennoch in seinem Fach weiterhin aktiv.

## Leben
Neuwirth studierte an der Universität Wien Mathematik und Statistik im Rahmen eines studium irregulare. 1974 erfolgte seine Promotion zum Dr. phil.
Er lehrte seit 1969 an der Universität Wien und wurde dort 1987 in den Fächern Statistik und Computerdidaktik habilitiert. Er war zuerst Lehrer und Forscher am Institut für Statistik und Decision Support. Nach einer Restrukturierung der Universität Wien wurde er Mitglied der Fakultät für Informatik und leitete dort das Fachdidaktische Zentrum für Informatik. 2010 ging er in den Ruhestand, lehrt aber weiter an der Universität Wien, der Universität Salzburg und der Fachhochschule St. Pölten.
Er war zu Forschungsaufenthalten am National Institute of Multimedia Education in Japan, an der Northeastern University in Boston und am KAIST (Korea Advanced Institute of Science and Technology) in Südkorea.
Der Filmer Manfred Neuwirth ist der Bruder von Erich Neuwirth.

## Forschung
Kerngebiete seiner Forschung sind Wählerstromanalysen, Kombinatorik, Mathematik und Musik und die Verwendung von Spreadsheets im Unterricht. Ein weiteres Forschungsgebiet ist die PISA-Studie. Bei der Auswertung der Studie aus dem Jahr 2003 zeigte er wesentliche Fehler auf. Seine Korrekturen wurden nachträglich übernommen.
Er publiziert bis heute (Stand Dezember 2021) regelmäßig in seinem statistischen und bildungspolitischen Blog Beiträge zum Thema Bildung, Statistik und Politik.

## Öffentliche Tätigkeiten
Erich Neuwirth wirkte ab den frühen 70er-Jahren an den Wahlhochrechnungen von Gerhart Bruckmann im ORF mit. 1983 erarbeitete er die erste Wählerstromanalyse, die im ORF gesendet wurde. Von 1986 bis 1996 (mit einer Unterbrechung 1994) führte er die Wahlhochrechnungen des ORF durch. Danach betreute er die Wahlhochrechnungen des Innenministeriums, und seit 1997 rechnet und präsentiert er die Hochrechnungen von ServusTV.
Er publiziert auch Analysen zu Wahlen auf mehreren Websites.
Seit Mitte März 2020, als die COVID-19-Pandemie Österreich erreicht hatte, veröffentlicht Neuwirth auf seinem Twitter-Account Grafiken und Tabellen zur Veranschaulichung der zur Pandemie bekannten Daten und Analysen dazu. Mit Stand Dezember 2021 ist er seit einigen Monaten im Beraterstab des Wiener Bürgermeisters Michael Ludwig. Er kritisiert öffentliche Stellen dafür, „kein ernsthaftes Interesse“ für die Aufbereitung der Daten zu zeigen, um diese verständlich an eine möglichst breite Schicht der Bevölkerung zu vermitteln. „Es gibt weiterhin viel zu tun, um allen zu helfen, die Situation besser zu verstehen und richtige Entscheidungen zu treffen. Das sei in einer Pandemie lebenswichtig.“ So zitiert in der ORF zu seiner Ehrung bei der Lebensretter-Gala am 20. Dezember 2021.

## Sonstiges
Erich Neuwirth hat gemeinsam mit Thomas Baier den statconn Server und RExcel entwickelt. Der statconn server bietet die Möglichkeit, R mit MS Excel, Open Office und diversen Programmiersprachen zu verbinden. RExcel ist ein Add-In für Microsoft Excel, um R von Excel aus zu verwenden.

## Auszeichnungen, Ehrungen
- 1996: European Academic Software Award 1996 für STIMM.
- 2017: Gerhart-Bruckmann-Preis der Österreichischen Statistischen Gesellschaft[4]
- 2021: Auszeichnung als einer der Helden und Heldinnen des Jahres bei der Lebensretter-Gala des ORF.[5]
- 2022: Österreichisches Ehrenkreuz für Wissenschaft und Kunst

## Publikationen
- Musikalische Stimmungen, Springer, Wien (Januar 1998), ISBN 3211830006
- mit Ivo Ponocny und Wilfried Grossmann: PISA 2000 und PISA 2003: Vertiefende Analysen und Beiträge zur Methodik, Leykam (Taschenbuch – Juni 2006), ISBN 3701175691
- mit Deane Arganbright: The Active Modeler: Mathematical Modeling with Microsoft Excel, Duxbury, ISBN 0534420850
- mit Richard M. Heiberger: R Through Excel: A Spreadsheet Interface for Statistics, Data Analysis, and Graphics, Springer, ISBN 978-1-4419-0051-7